# Hamid Algar
Hamid Algar (* 1940 in England) ist ein angloamerikanischer Islamwissenschaftler und Professor Emeritus of Persian and Islamic Studies an der Faculty of Near Eastern Studies der University of California, Berkeley, wo er von 1965 bis 2010 lehrte, und er ist Übersetzer von arabischen, türkischen und persischen Büchern, darunter eine Lebensbeschreibung Khomeinis.

## Leben und Werk
Hamid Algar studierte Islamwissenschaft an der Universität Cambridge, wo er 1965 promovierte. Seit 1965 lehrte er an der University of California in Berkeley Tafsir, Sufismus (Naqshbandi-Sufiorden), Schiismus, die Geschichte des Islams im Iran, arabische, persische und türkische Literatur.
Seine Interessen erstrecken sich auf die Regionen Zentralasien, Indien, Kurdistan, die Türkei und den Balkan.
Er übersetzte Ali Schariati, Morteza Motahhari, Mahmud Taleghani und das als politisches Hauptwerk geltende Velayat-e faqih (persisch ولایت فقیه, DMG welāyat-e faqīh) bzw. persisch حکومت اسلامی, DMG Ḥokūmat-e eslāmī von Ajatollah Chomeini (1902–1989), dem schiitischen Gelehrten sowie politischen und spirituellen Führer der islamischen Revolution und der darauf folgenden Islamischen Republik Iran in den Jahren 1978–1989, unter dem Titel Islamic Government: Governance of the Jurist ins Englische und versah es mit Anmerkungen.
Er war Mitarbeiter an der Cambridge History of Iran und ist Autor von mehr als hundert Artikeln in der Encyclopædia Iranica.

## Auszeichnungen
- Ehrendoktor der Universität Teheran[5]

## Werke (Auswahl)
- Imam Abu Hamid Ghazali
- Jesus in the Qur'an
- Roots of The Islamic Revolution in Iran
- Sufism: Principles and Practice
- Surat Al-Fatiha: Foundation of the Qur'an
- The Sunna: Its Obligatory and Exemplary Aspects
- Wahhabism: A Critical Essay
- Religion and State in Iran: 1785–1906 (Berkeley: University of California Press, 1969)
- Mirza Malkum Khan: A Biographical Study in Iranian Modernism (Berkeley: University of California Press, 1973)
- The Path of God’s Bondsmen from Origin to Return by Najm al-Din Razi, known as Daya (Delmar, NY: Caravan Books, 1982) (Übersetzung aus dem Persischen mit Einführung und Anmerkungen)
- Islam and Revolution: Writings and Declarations of Imam Khomeini (Berkeley: Mizan Press, 1981) (Übersetzung und Anmerkungen)
- Imam Khomeini: Islamic Government: Governance of the Jurist – Englische Übersetzung mit Anmerkungen von Hamid Algar